# Хюффенхардт
Хюффенхардт (нем. Hüffenhardt) — община в Германии, в земле Баден-Вюртемберг. 
Подчиняется административному округу Карлсруэ. Входит в состав района Неккар-Оденвальд.  Население составляет 2042 человека (на 31 декабря 2010 года). Занимает площадь 17,62 км².
Коммуна подразделяется на 2 сельских округа.

## Фотографии

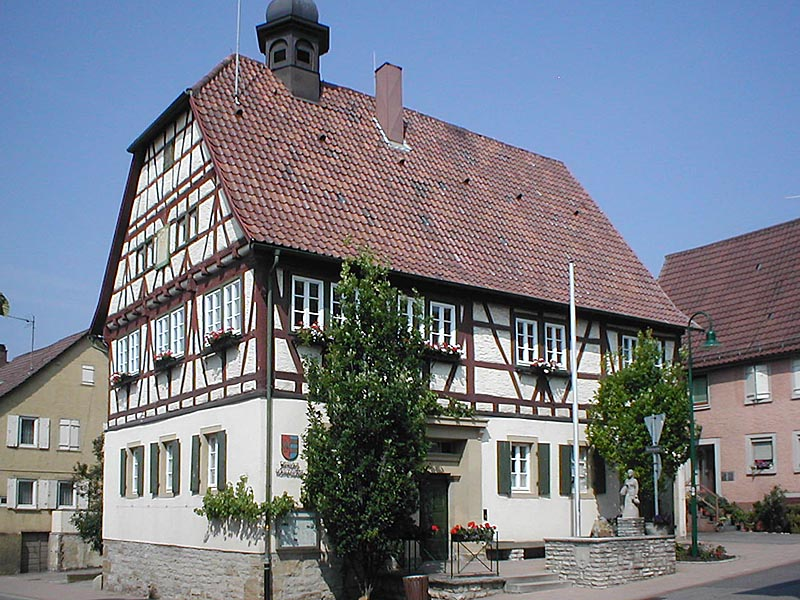
Ратуша
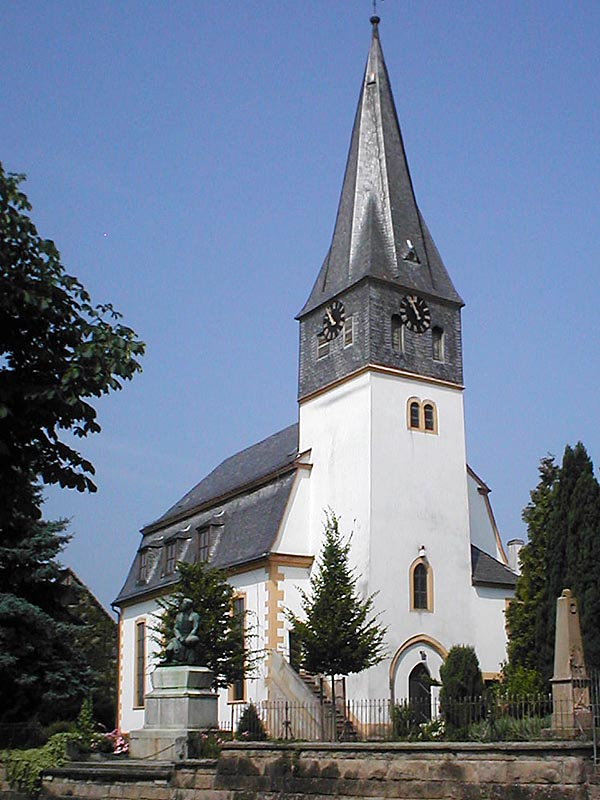
Церковь
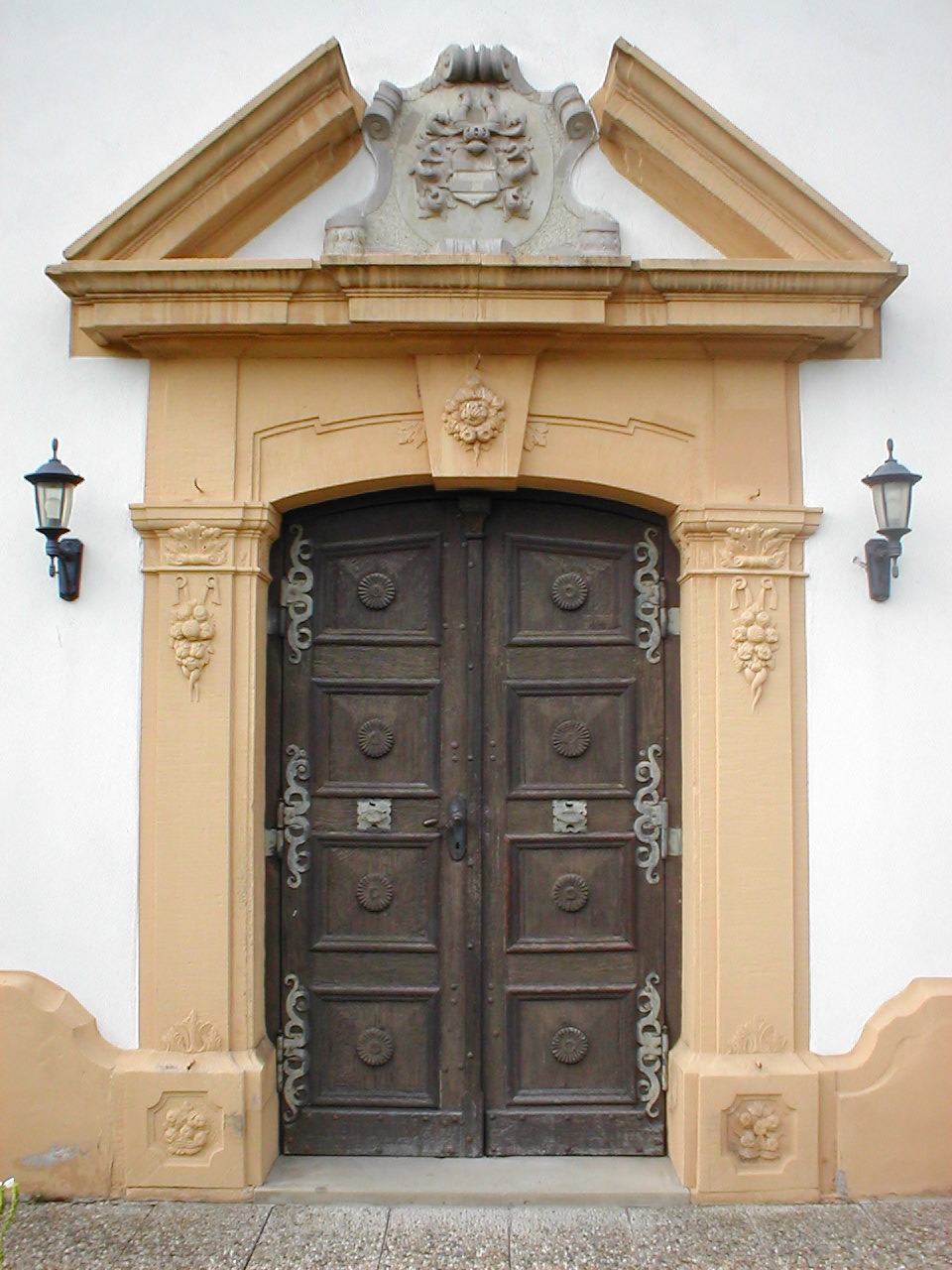
Церковь
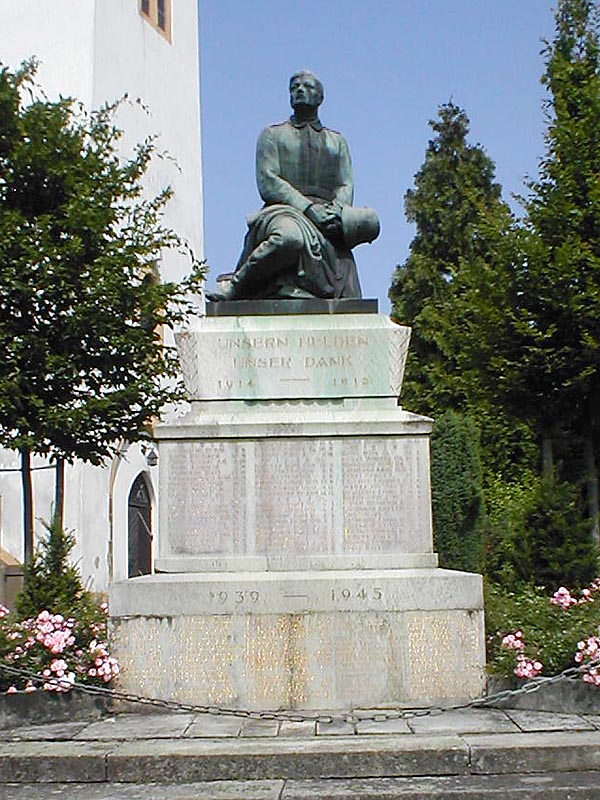
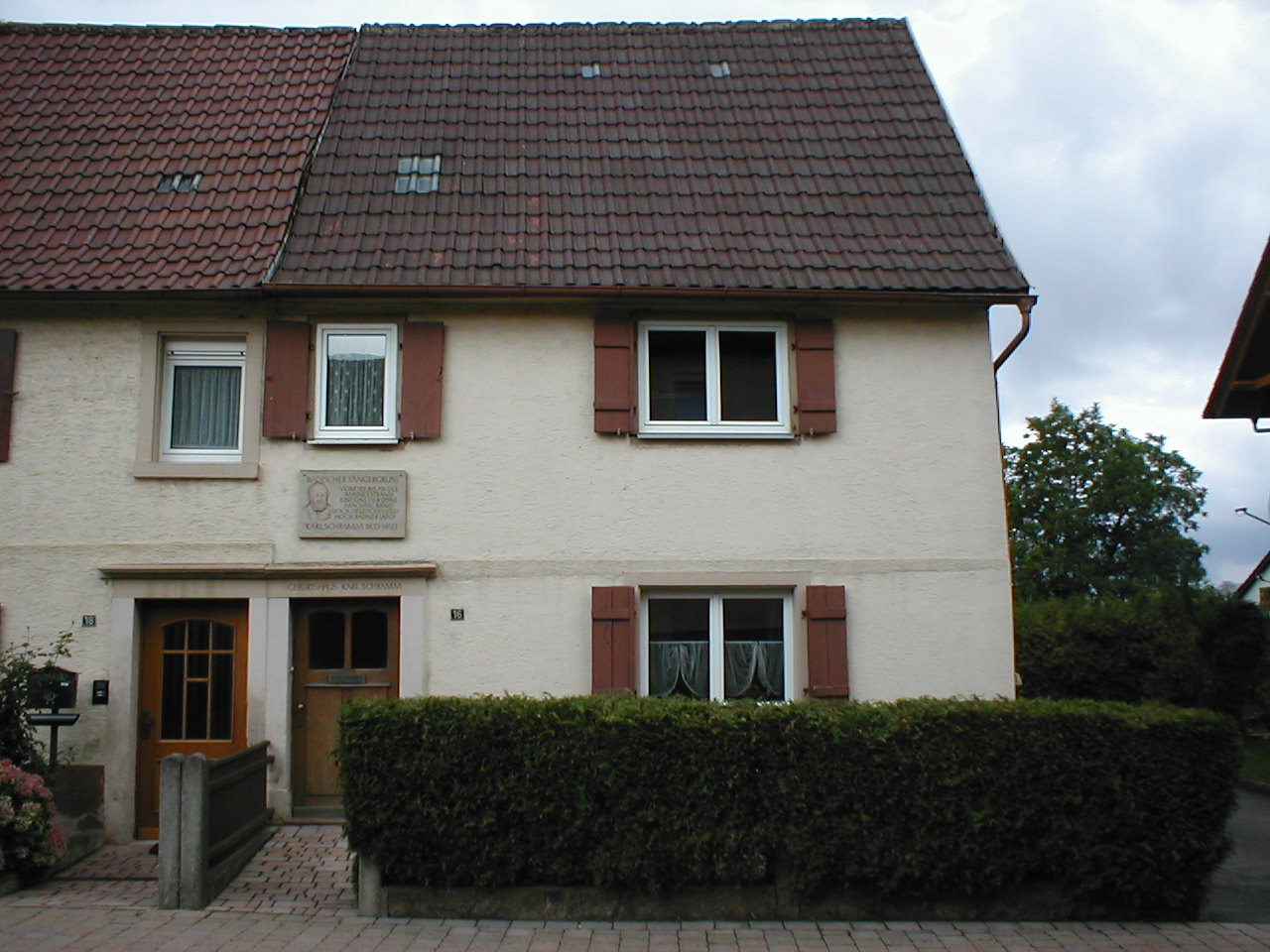
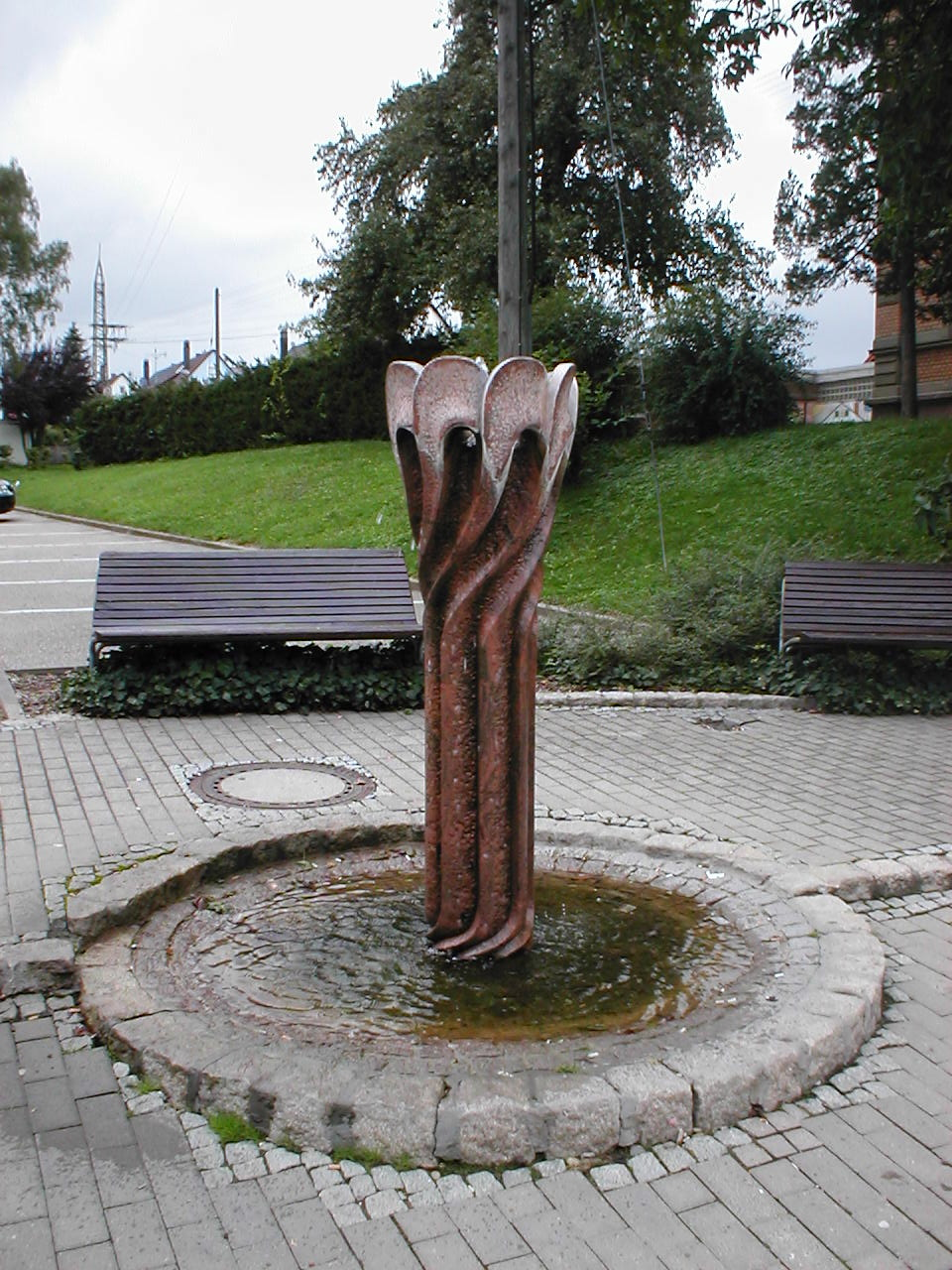